# رويستون دسوزا
رويستون دسوزا (بالإنجليزية: Royston Dsouza)‏ هو لاعب كرة قدم هندي في مركز الوسط، ولد في 20 أكتوبر 1990 في ماهاراشترا في الهند. لعب مع سبورتينغ غوا ونادي سالغاوكار ونادي طيران الهند.

## وصلات خارجية
- رويستون دسوزا على موقع قاعدة بيانات كرة القدم.إي يو (الإنجليزية)
- رويستون دسوزا على موقع Soccerway.com (الإنجليزية)